# Провинција Хи
Провинција Хи (火国, 肥国 Hi no kuni) била је једна од старих покрајина у Јапану, која се налазила на подручју провинција Хизен и Хиго. Област овог бившег ентитета налази се у данашњим префектурама Нагасаки, Сага и Кумамото. Понекад је називана и Хишу (肥州).